# Mimétisme juridique
Pour les articles homonymes, voir Mimétisme (homonymie).
 (juin 2020).
- Si vous ne connaissez pas le sujet, laissez ce bandeau (vous pouvez alors contacter les auteurs).
- Si vous supprimez le contenu mis en cause (vous pouvez préalablement contacter les auteurs),

argumentez précisément cette suppression dans la page de discussion
(un manque de référence n'est pas un argument ; une recherche réelle de référence doit avoir été effectuée, être formellement documentée).
 (juin 2020).
La mise en forme du texte ne suit pas les recommandations de Wikipédia : il faut le « wikifier ».
Les points d'amélioration suivants sont les cas les plus fréquents. Le détail des points à revoir est peut-être précisé sur la page de discussion.
- Les titres sont pré-formatés par le logiciel. Ils ne sont ni en capitales, ni en gras.
- Le texte ne doit pas être écrit en capitales (les noms de famille non plus), ni en gras, ni en italique, ni en « petit »…
- Le gras n'est utilisé que pour surligner le titre de l'article dans l'introduction, une seule fois.
- L'italique est rarement utilisé : mots en langue étrangère, titres d'œuvres, noms de bateaux, etc.
- Les citations ne sont pas en italique mais en corps de texte normal. Elles sont entourées par des guillemets français : « et ».
- Les listes à puces sont à éviter, des paragraphes rédigés étant largement préférés. Les tableaux sont à réserver à la présentation de données structurées (résultats, etc.).
- Les appels de note de bas de page (petits chiffres en exposant, introduits par l'outil «  Source ») sont à placer entre la fin de phrase et le point final[comme ça].
- Les liens internes (vers d'autres articles de Wikipédia) sont à choisir avec parcimonie. Créez des liens vers des articles approfondissant le sujet. Les termes génériques sans rapport avec le sujet sont à éviter, ainsi que les répétitions de liens vers un même terme.
- Les liens externes sont à placer uniquement dans une section « Liens externes », à la fin de l'article. Ces liens sont à choisir avec parcimonie suivant les règles définies. Si un lien sert de source à l'article, son insertion dans le texte est à faire par les notes de bas de page.
- La présentation des références doit suivre les conventions bibliographiques. Il est recommandé d'utiliser les modèles {{Ouvrage}}, {{Chapitre}}, {{Article}}, {{Lien web}} et/ou {{Bibliographie}}. Le mode d'édition visuel peut mettre en forme automatiquement les références.
- Insérer une infobox (cadre d'informations à droite) n'est pas obligatoire pour parachever la mise en page.

Pour une aide détaillée, merci de consulter Aide:Wikification.
Si vous pensez que ces points ont été résolus, vous pouvez retirer ce bandeau et améliorer la mise en forme d'un autre article.
Dans le langage courant, le mimétisme s’entend de la tendance à imiter le comportement d'autrui, à prendre les manières, les habitudes d'un milieu, etc..
D'origine végétale et animale, il désigne, dans ces domaines, l'aptitude de certaines espèces animales ou végétales à prendre l'aspect d'un élément de leur milieu de vie et spécialement celui d'une autre espèce vivant dans ce milieu.
C'est aussi un phénomène qui caractérise les activités humaines. En effet, compte tenu de l'étrange similitude qu'ils présentent avec ceux observés dans le monde végétal et animal, certains comportements humains peuvent être qualifiés à juste titre de mimétiques.  
La référence aux systèmes politiques, juridiques, administratifs, économiques et financiers extérieurs, considérés objectivement comme des modèles, est la plus démonstrative de ce phénomène en droit.
Transposé donc, le mimétisme juridique renvoie à la reproduction des règles de droit et/ou d'autres composantes juridiques issues d'un ordre juridique ou d'un système juridique précis, par un autre ordre juridique ou système juridique. C'est un transfert, une importation de composantes juridiques. Il s'inscrit dans le vaste ensemble des mécanismes de la circulation ou de diffusion des modèles juridiques et peut faire l'objet de plusieurs types d'analyses.
L’imitation de normes et institutions juridiques, qui constitue l’un des cas les plus évidents du phénomène de la circulation du droit, passait sous silence sauf à évoquer des études qui s’occupaient de manière ponctuelle de ce sujet. C'est durant les années 1970 que l'on a assisté à un renouvellement durable de l’intérêt sur la question de la diffusion du droit sous le vocable de « greffe juridique » pour ce qui est du droit anglo-saxon, avec comme conséquence un partage de la doctrine sur la nature et les conséquences du fait que le droit puisse se déplacer d’un lieu à un autre.

## Les causes
Ce phénomène juridique se développe dans l’espace en fonction des frontières physiques que constituent les bornes des territoires des États, mais aussi, en fonction des frontières des regroupements internationaux des États. Il existe trois situations différentes à l’origine de l'imitation d’un droit exogène : « tantôt le choix est imposé, tantôt il est théoriquement libre, mais étroitement conditionné en réalité, tantôt il procède d’une pleine et authentique liberté ».  

### Le choix imposé
Historiquement, cette hypothèse constitue le cas dans lequel un pays conquérant soumet un autre peuple à ses propres lois. C'est généralement au travers des conquêtes et des occupations par la force et les armes que ce mode d'imitation résulte. 
C'était le cas à l'époque coloniale lorsque, même si l’imposition du droit émanant du pays colonisateur ne s’analysait pas uniquement par une volonté d’asseoir sa supériorité, elle résultait du fait que «la plupart des dominations politiques s’accommodent mal d’une divergence trop accusée entre le système administratif du dominant et celui du dominé ». L’État dominant serait alors amené naturellement à imposer ou du moins à transposer ses propres règles au sein des territoires qu'il occupe. 
L'exemple de la diffusion du Code civil français, à la suite des succès militaires de Napoléon, constitue sans doute l'une des matérialisations les plus connues de l’imposition par la force d’un droit étranger, que ce soit en Europe, ou en Afrique. 

### Le choix libre
C'est le cas par la force de l’esprit, ou « celle du cœur ». 
Cette force se matérialise lorsque des États dont la souveraineté est solidement établie décident de recourir au droit d’un autre pays en vue d’améliorer le droit applicable. C'est le cas par exemple en cas de notoriété avérée d'un modèle juridique. Il s'agit d'une démarche purement volontariste qui peut résulter d'une longue réflexion basée sur des considérations historiques, économiques et sociales. Elle peut être entreprise lorsque le droit national (receveur) est considéré comme lacunaire, s’il est jugé comme peu clair ou s’il porte sur des questions controversées, et enfin s’il ne dispose pas d’une assise juridiquement suffisamment solide sur la question ayant fait l'objet de l'imitation de dispositions juridiques. 
Il peut également en être ainsi (choix libre) du fait d'un simple hasard, dans le cas d'une imitation inconsciente. Le mimétisme est issu dans ce cas là non pas d'une connaissance réelle du système qui a constitué la source, mais d'une coïncidence. L’exemple de la diffusion du droit romain entre le XIIe et le XVIIIe siècle est révélateur du cas de copie inconsciente du droit.

### Le choix conditionné
En ce qui concerne le choix conditionné, l'importation est issue de deux cas : tantôt, les règles appliquées dans un ordre juridique résultent de la survivance des règles qui subsistent à la suite d'une domination ; tantôt le déplacement des populations constitue la cause de la diffusion du droit. Pour ce qui est du premier cas, la pérennité des règles forgées à l'époque de la domination peut s'étaler sur une longue durée. Ces règles survivent aux différentes réformes et continuent de régir des secteurs importants de la société. En Afrique par exemple, c'est le cas avec les anciennes possessions françaises qui ont conservé et, par la suite, modifié partiellement des règles inspirées à l'époque de la puissance coloniale. En Europe, l'on peut citer par exemple, la « loi concernant les Mines, les Minières et les Carrières ». Cette loi, d’origine française et rédigée en français, fut appliquée aux Pays-Bas à compter de 1810 sous le nom de « Mijnwet van 1810 ». Elle n'a été abrogée qu’en 2003.
Pour le cas du déplacement des populations, le développement de règles étrangères peut être la conséquence d’une migration de la population. Un exemple pouvant être avancé est celui du droit anglais, dans lequel le droit des colonies anglaises a formé le premier droit appliqué dans les villages et villes que les colons ont laissés.

## La portée
L'importation du droit est habituellement la conséquence de la réception d’un corpus normatif plus ample, comme un code ou une constitution. Dans la doctrine juridique, l’affirmation selon laquelle le droit, ou au moins une bonne partie de celui-ci, a été le produit de l’imitation d’autres ordres juridiques est en général faite d’une manière instinctive, comme la constatation de quelque chose d’évident configurant ainsi une espèce de mythe de la copie. Le phénomène du mimétisme s'étend des plus grandes considérations de regroupement juridique aux branches les plus élémentaires du droit, allant ainsi des familles de droit aux subdivisions du droit. 

### En fonction des familles de droit
L'étendue du phénomène ne saurait être parfaitement circonscrite. Plusieurs strates de rapports entre les ordres juridiques connaissent de ce mécanisme. Ainsi, l'imitation des modèles ou des règles d'une forme d'organisation juridique ou d'un type de droit s'observe tant dans le système romano-germanique que dans le système anglo-saxon. 

#### Dans le système romano-germanique
Les droits de tradition civiliste constituent un système juridique appelé aussi droit romano-germanique, droit romano-civiliste ou droit continental, mais aussi droit civil uniquement au Québec. 
En termes de nombre de pays, le droit romano-germanique est le droit le plus répandu au monde. En effet, à l’exception du Royaume-Uni, il est présent dans les pays européens (c’est donc le système juridique de la France) et dans la majorité de leurs anciennes colonies. C’est la raison pour laquelle le droit romano-germaniste est applicable en Amérique Latine et dans un grand nombre de pays africains et asiatiques. 
Ce système a son berceau en Europe. Dans ce système, c'est du droit romain dont il est question en termes de réception, d'imitation. Elle s'est faite par l'adoption des formes de systèmes se regroupant dans la tradition romano-germanique par ses traits caractéristiques. Ça a été le cas en Europe, en Afrique avec les États d'Afrique d'expression française issus d'un processus de décolonisation et dont l'accession à l'indépendance a constitué une phase importante dans la mise en place de leurs structures politiques et administratives ; et même en Asie. Traditionnellement, on place le début de la diffusion du droit romain en Europe vers la fin du XIe siècle. 

#### Dans le système anglo-saxon
Dans le système anglo-saxon, communément connu comme le système des pays de common law, le débat sur le mimétisme s'est posé en des termes différents. Bien qu'il ne s'agisse pas d'un phénomène relativement nouveau, la doctrine anglo-saxonne présente des études plus fournies et très divergentes. De nombreux termes sont employés par cette doctrine pour qualifier des mécanismes similaires mais relevant d'une analyse ou d'une approche relativement différente.
Par exemple, il convient de souligner que le constat du déplacement des composants d’un ordre juridique d’un lieu à l’autre, par le biais des relations entre les sociétés qui les envoient et les reçoivent, a été examiné à travers le modèle de la transplantation juridique, l'une des expressions les plus analysées par les juristes anglo-saxons et soutenues par Alan Watson (en).

Comme étant en étroite relation avec le mimétisme, on évoque à titre d'exemple, la « mondialisation du droit ». C'est la diffusion dans de nombreux pays de divers composants d’un ou plusieurs systèmes juridiques. Cela aboutit à des ressemblances entre les règles de droit et à une sorte de mimétisme. De plus, il n’est pas rare que l’on affirme que la manière dont aujourd’hui s’accomplit la mondialisation consiste principalement en l’exportation de certains éléments significatifs des ordres juridiques d’origine anglo-américaine, habituellement identifiés sous le nom de la common law. Cette exportation se manifeste dans l'ordre juridique receveur par une imitation des règles en provenant d'un autre Etat.
D’ailleurs, connaissant « l’importance  des  relations de la plupart des pays de l’Union européenne avec les pays hors de l’Union européenne et en particulier avec les États-Unis, cette réalité (...) se  traduit nécessairement dans la pratique contractuelle puisque de très nombreuses entreprises ressortissantes de l’Union européenne, et en particulier françaises, sont amenées à négocier des contrats avec d’autres partenaires relevant du système de la common law. Le principe des négociations contractuelles ayant pour objet de parvenir à un accord mutuel sur le contenu d’un contrat, les entreprises et les conseils sont très naturellement amenés à confronter non seulement leur vision de l’opération objet de la négociation, mais également leur culture qui englobe l’aspect juridique ».

### En fonction des branches du droit
Les différentes branches du droit sont déterminées en fonction de l’objet ou de la spécificité de la branche du droit. On peut classer le droit en deux familles : d’un côté le droit privé qui s’oppose au droit public et de l’autre le droit interne qui s’oppose au droit international. En droit international, la doctrine s'est plutôt axée sur le mécanisme de la réception qui peut dans certains cas entrainer un mimétisme. Toutefois, cela ne coïncide pas à proprement parler avec le phénomène tel que présenté. C'est plus de l'interaction entre les ordres juridiques nationaux dont il est question dans le mimétisme. Ainsi, le mimétisme s'effectue également à ce niveau entre les différentes branches du droit des ordres juridiques.  
Principalement analysés au sein des branches de droit interne, des rapports d'influence sont établis entre ordres juridiques ayant connu à un moment de leur histoire, et parfois même sans histoire commune, des liens d'import-export de règles juridiques. Par exemple, l'histoire de la codification en Afrique apparaît comme indissociable de l’histoire politique ou de la colonisation de la plupart des entités politiques précoloniales (anciens empires ou royaumes) devenues par la suite des États modernes. C'est de ce fait que la doctrine a souligné l'existence du mimétisme en Afrique dans les branches suivantes : en droit public nous pouvons citer le droit constitutionnel, le droit administratif, le droit fiscal, le droit de l'environnement ; en droit privé, la doctrine juridique a mis en exergue ce phénomène dans les subdivisions suivantes : en droit civil, en droit pénal.  
En Europe, la doctrine s’est plus appesantie sur l’étude de l’influence des droits des pays européens vers l’extérieur et sur la réception de certaines règles de droit international en droit interne avec par exemple, en France, la réception des règles de droit international et en droit communautaire car, de manière spécifique, il est incontesté que le droit communautaire (devenu le droit de l’Union en Europe), constitue « un puissant vecteur d’imitation tant il se nourrit des expériences nationales et du droit comparé, que ce soit au niveau de l’élaboration du droit écrit ou de la jurisprudence ».

## Les conséquences
Il n’est pas aisé de déterminer les niveaux d’influence d’un système juridique, encore moins les conséquences profondes d'un phénomène sur un système juridique. Mais de facon globale, l'étude du mimétisme entraîne le rapprochement des droits par la mise en exergue d'un mécanisme observé dans le processus de création du droit. Néanmoins, il demeure fortement analysé de manière subjective dans la doctrine en faisant ressortir le rapport de connotation généralement péjorative entre l'effectivité du droit dans une société et le mimétisme.  

### Le rapprochement des droits par la mise en exergue du mécanisme
L’instrument a priori le plus pertinent pour la mise en exergue du phénomène, c’est-à-dire la comparaison des lois et des codes, voire des décisions de justice lorsqu’elles jouent un rôle déterminant, n’est guère commode à manier, sauf à tomber sur le cas, d’ailleurs pas tout à fait exceptionnel, où un texte est décalqué mot pour mot sur un autre, antérieur. Dans cette hypothèse, l’influence, et même la copie, sont avérées.
De manière générale, l'imitation n'entraine pas forcément une copie identique. Le droit étranger n’est que rarement appliqué à l’identique du pays d’origine. Ainsi, s’il est parfois incorporé tel quel, il arrive aussi dans la majorité des cas que le mimétisme aboutisse après la réception du droit étranger, à une « hybridation » des droits. Souvent transformé, le droit étranger subit généralement un processus d’adaptation ou de transformation à la suite de son implantation. En réalité,  l’ampleur de l'imitation peut varier du simple détail jusqu'à l'ensemble du système, et par ricochet subir des transformations plus ou moins profondes pouvant faire douter de la correspondance entre le droit emprunté et le droit du pays d'origine. Mais qu'à cela ne tienne, le mimétisme fait ressortir des ressemblances entre les droits et parfois des liens de filiation même si la question du mimétisme comme méthode de construction du droit se pose en termes de correspondances entre les sociétés que constituent les ordres juridiques. 

### Le débat sur l'effectivité du droit et le mimétisme
Le mimétisme juridique fait l'objet de débats dans la doctrine juridique quant à la place qu'elle accorde au particularisme de chaque société. En effet, chaque société est supposée être unique à un tel point que ce ne serait qu'un hasard si les lois d'un pays conviennent à un autre disait Montesquieu. Aussi, évoquer le mimétisme revient-il à méconnaître ce particularisme ? Les difficultés d'analyse de ce phénomène découlent de la réalité plurielle qu'il désigne et de la nature unique des rapports qui lient deux ordres juridiques. Il n’est pas non plus possible de s’en remettre sans vérification ni contrôle au témoignage des spécialistes. Pour reprendre la métaphore déjà utilisée, celle de la filiation, l’on dira qu’il est des recherches en paternité qui s’appuient sur des témoignages suspects. De plus, la recherche sur les processus de création juridique, sur les procédés d’édiction du droit, ne se limite pas à l’étude du droit des règles de droit positif. Elle conduit à prendre en considération les turbulences et les dissipations de ce procédé, à tenir compte des sociétés, objets du mécanisme, d'autant qu'il faut noter que la pratique mimétique se manifeste également par une étude préalable à l’adoption des textes juridiques. Toutes ces considérations sont à l'origine de la mise en cause du mimétisme comme une source de difficultés, d'inadéquation du droit au sein des sociétés. Cela a été particulièrement le cas en Afrique, où des études ont relevé la pratique du mimétisme comme un obstacle au développement administratif, ou comme à l'origine des normes juridiques inadéquates à la société. Mais qu'à cela ne tienne, il revient pour les acteurs de ce phénomène que sont le législateur et le juge de tenir compte des particularismes de la société pour réceptionner des normes d'origine externe, car selon Carbonnier, la science de la législation « la légistique » a pour « premier rôle de déterminer le besoin social des lois ».  Le mimétisme ici présenté relève d'un mécanisme dont les approches doctrinales sont aussi multiples qu'ambivalentes.